# Hyperaeschra ochropis
Hyperaeschra ochropis är en fjärilsart som beskrevs av George Francis Hampson 1910. Hyperaeschra ochropis ingår i släktet Hyperaeschra och familjen tandspinnare. Inga underarter finns listade i Catalogue of Life.